# イレーヌ・テリー
イレーヌ・テリー（仏: Irène Théry、1952年 - ）はフランスの法社会学者、フェミニスト。社会科学高等研究院(EHESS)教授。結婚、カップル、家族問題等を専門とし、家族法の変化、再編家族（ステップファミリー）、ジェンダー関係を扱った多数の著書がある。また結婚や家族のあり方が変容する中で、1990年代半ば以降、新たな家族法はどうあるべきかについての国民的議論を牽引してきた。

## 主な経歴
エクス＝アン＝プロヴァンス出身。
マルセーユのティエール高校卒業後、フォントネ＝オ＝ローズ高等師範学校に進学。
1975年、文学のアグレガシオンを取得。
1983年、パリ第５大学で社会学の博士号取得（博士論文は « La référence à l’intérêt de l’enfant dans la justice du divorce »「離婚裁判における子供の利益について」）。指導教官は人口統計学者、家族社会学者のルイ・ルーセル(fr: Louis Roussel (sociologue) )。
フランス国立科学研究センター(CNRS)研究員を経て、1997年から社会科学高等研究院(EHESS)教授。その間、国立人口研究院委員、国立高等社会学研究院学術委員会委員、家族高等会議員（2013年2月〜）なども歴任。

## 人物・研究・思想
2018年のRevue Espritでの講演で、テリーは、文学から社会学に転向し、家族を研究テーマに選んだ理由として、1970年代初頭の「私的なことは政治的なことだ」をテーマに展開した女性解放運動に参加し、家族という私的領域の重要さに気づいたことを挙げ、歴史的に長いスパンで見た社会や制度の変化を重視することに研究の主眼を置くと述べている。
1990年代半ば以降、とくに家族問題の専門家として、同性カップルの権利保障（同性パートナーシップ、同性婚、同性親家族等）、精子や卵子などの提供による生殖医療で生まれた子どもの親子関係や出自へのアクセスといった今日の家族をめぐる重要な諸問題について、テレビ、ラジオ、新聞、雑誌で積極的に発言してきた。
テリーのアプローチの特徴は、こうした問題を、今日進行している結婚・家族・親族関係全般における大きな変容——テリーによれば、この変容は、人類史上初めて民主主義社会において男女平等が進展したことに起因するもので、伝統的な家族を擁護する人々が言うように、個人主義が行き着いた末の結婚や家族の崩壊を意味しているわけではまったくない ——の中に位置づけて、独自のジェンダー関係アプローチ を用いて分析していることである。今起きていることは「性の区別の再編」と呼べるものだという 。
テリーは家族関連の二つの重要な法改正に大きく貢献した。第一に、1999年の異性カップルにも同性カップルにも結婚に準じた権利を保障した「パックス（民事連帯契約)法」である。これによって、同性カップルは初めて法的地位を得たが、それは、前年に雇用連帯大臣及び法務大臣の要請により彼女が作成した報告書 Couple, filiation et parenté aujourd’hui (「今日のカップル、親子関係、親族」)における提案を受けたものである。第二に、2013年の同性婚と同性婚カップルによる養子縁組を認めた「みんなのための結婚法」である。法案の閣議決定後に開かれた国民議会法務委員会と元老院法務委員会の二つの参考人質疑において、テリーは、人々の意識は変化しうるものであり、同性カップルを排除している結婚制度が、今日、不公正と思われているなら、この制度を改革すべきだと力説した。
社会問題に深くコミットする学者として、この法律の制定以後も、養子縁組あるいは生殖補助医療によって形成された家族、再編家族、親が異性カップルの家族、同性カップルの家族、これら多様な家族に共通する論理によって貫かれた親子関係を基本にした抜本的な家族法の改正のための発言を続けている 。

## 主な著書
単著
Le Démariage（『脱結婚』）, Paris, Odile Jacob, 1993.
Recomposer une famille : Des rôles et des sentiments（『家族を再編する〜役割と感情〜』）, Paris, éditions Textuel, 1995.
La Distinction de sexe : Une nouvelle approche de l’égalité（『性の区別：平等への新しいアプローチ』), Paris, Odile Jacob, 2007.
Des humains comme les autres. Bioéthique, anonymat et genre du don（『他の人々と変わらぬ人々　生命倫理、匿名性、贈与／提供のジェンダー』）, Paris, Éditions de l’EHESS, 2010.
Qu'est-ce que la distinction de sexe ?（『性の区別とは何か』）, Bruxelles, Yapaka, coll. « Temps d'arrêt », 2010.
Mariage et filiation pour tous : Une métamorphose inachevée, Paris, Seuil, coll. « La république des idées », 2016.
- 『フランスの同性婚と親子関係：ジェンダー平等と結婚・家族の変容』石田久仁子／井上たか子訳、明石書店、2019年。

編著
Couple, filiation et parenté aujourd’hui : Le droit face aux mutations de la famille et de la vie privée. Rapport à la ministre de l’Emploi et de la Solidarité et au garde des Sceaux ministre de la Justice（「今日のカップル、親子関係、親族：家族・私生活の変容を前にした法はどうあるべきか　雇用連帯大臣及び法務大臣への報告書」）, Paris, Éditions Odile Jacob, 1998.
Irène Théry (dir.), Mariage des personnes de même sexe et filiation : le projet de loi au prisme des sciences sociales（『同性の二人の結婚と親子関係：社会科学の視点からの法案』）, Paris, Éditions de l’EHESS, coll. « Cas de figure », 2013.
Irène Théry et Anne-Marie Leroyer (dir.), Filiation origines parentalité : le droit face aux nouvelles valeurs de responsabilité générationnelle (アンヌ＝マリー・ルロワイエとの共編　「親子関係、出自、親役割：世代間の責任を前にした法はどうあるべきか」）, Paris, Odile Jacob, 2014.